# 장호연
장호연(張浩淵, 1960년 5월 5일 ~ )은 KBO 리그 OB 베어스 소속의 투수였다. 원래는 대구상업고등학교에 입학하였으나 2학년 재학 도중 충암고등학교로 전학하였다. 동국대학교를 졸업하고 1983년 OB 베어스에 입단하여, 은퇴하는 1995년까지 13시즌 동안 계속 OB에서 활동하였다.

## 경력과 특징

### 프로 활동

#### 개막전의 사나이
장호연은 데뷔전을 개막전 완봉승으로 장식했다. 1983년 시즌의 개막전에 선발 투수로 등판, MBC를 상대로 6피안타 완봉승을 거두며 데뷔전을 치러냈다. 이후 프로야구 개막전에만 9번 선발 등판하였고, 6승 2패의 좋은 성적을 거두었다. 이때문에 '개막전의 사나이'라는 별명이 붙었다.
9번의 개막전 중 1988년 시즌 개막전에는 롯데 자이언츠를 상대로 노히트 노런을 기록했다. 사실 이날의 선발로 예고되었던 투수는 김진욱이었으나, 경기 직전에 동료 타구에 급소를 맞는 바람에 출장이 불가능하게 되어 장호연이 김진욱 대신 출장을 하게 되었던 것이다. 이 경기에서 장호연은 99개의 공으로 4사구 3개만을 내주었는데, 특이한 점은 장호연이 뺏어낸 탈삼진은 단 한 개도 없었다는 점이다.

#### 연봉조정신청
장호연은 연봉 싸움으로도 유명한 선수였다. 연봉 협상 때문에 구단 차원의 단체 동계 훈련에 불참하기 일쑤였고, 프로야구 선수들이 좀처럼 하지 않는 연봉조정신청을 3번이나 하기도 했다. 그 중 1991년에는 연봉조정신청이 받아들여지지 않자, 이에 불만을 품고 팀 합류를 거부했다. 이에 구단은 장호연을 임의탈퇴 선수로 등록하며 안좋은 상황으로 치달았다. 그 때문에 시즌 전반기에는 출장을 하지 못했었지만, 이후 후반기가 되어서야 구단과의 협의가 이루어져 경기에 출장할 수 있었다.

#### 투구 스타일
최고 구속이 140 km/h대도 나오지 않았기 때문에 타자에게 삼진을 빼앗는 것보다, 타자의 타이밍을 뺏어서 승부하기를 즐겼다. 구속 100 km/h대의 공을 던지다가 130 km/h대의 공을 던져서 상대를 혼란시키곤 했다. 그리고 그는 손가락이 짧았던 탓에 제대로 된 변화구를 구사하기 힘들었다. 이 때문에 다양한 변칙 구종을 연구하고, 실전에서 변화구를 만들어 던지기도 했다. 그렇게 온갖 공을 던지며 타자와의 수싸움에서 이기면 특유의 능글맞은 웃음을 지어보였는데, 그 웃는 표정 때문에 '짱꼴라'라는 별명이 붙었다.

### 은퇴 이후
OB 베어스 선수단 집단 이탈 사건의 주동자로 낙인찍혔던 점 등의 이유 탓인지 1996년 1월 OB에서 방출되어 은퇴한 뒤에는 삼성 라이온즈와 롯데 자이언츠에서 투수코치로 활동하였으며, 삼성에 포수로 입단하였던 황두성은 그의 제안으로 투수로 전향했다. 이후에는 고교 야구로 발을 돌렸다. 1996년 순천효천고등학교 야구부 창단 감독으로 있었을 때 장호연의 지도를 받은 투수들로는 강철민, 조용준 등이 있고, 신일고등학교 감독 재임 때에는 남윤희과 서동환 등이 그의 손을 거쳤다. 그러나 신일고등학교 감독 재임 시절 서동환을 놓고 메이저 리그 진출시 커미션을 받는다는 계약서를 작성했다가 물의를 빚어 정삼흠에게 감독직을 넘기고 사임하였다. 이 사건 이후 대한야구협회로부터 무기한 자격정지의 징계를 받았고 이후 2010년 1월 대한야구협회가 이사회를 열어 그 동안 장호연이 사회봉사를 하는 등 '개전의 정'을 보였고 '앞으로 재발할 경우에는 어떤 처벌도 감수한다'라는 각서를 받아 징계를 해제한 것으로 알려졌다.

### 연도별 투수 성적
| 연 도           | 소 속           | 나 이           | 승 리 | 패 전 | 승 률 | 평 자 책 | 출 장 | 선 발 | 완 투 | 완 봉 | 세 이 브 | 홀 드 | 이 닝  | 피 안 타 | 피 홈 런 | 볼 넷 | 고 4 | 탈 삼 진 | 몸 맞 | 보 크 | 폭 투 | 실 점 | 자 책 | 타 자 수 | W H I P |
| --------------- | --------------- | --------------- | ----- | ----- | ----- | -------- | ----- | ----- | ----- | ----- | -------- | ----- | ------ | -------- | -------- | ----- | ---- | -------- | ----- | ----- | ----- | ----- | ----- | -------- | ------- |
| 1983            | OB              | 23              | 6     | 17    | .261  | 4.23     | 34    | 16    | 3     | 1     | 2        | 0     | 155.1  | 165      | 10       | 67    | 5    | 31       | 14    | 1     | 3     | 93    | 73    | 681      | 1.49    |
| 1984            | OB              | 24              | 5     | 3     | .625  | 1.58     | 31    | 4     | 0     | 0     | 1        | 0     | 102.1  | 77       | 3        | 35    | 0    | 47       | 4     | 0     | 3     | 34    | 18    | 407      | 1.09    |
| 1985            | OB              | 25              | 7     | 4     | .636  | 3.50     | 29    | 15    | 5     | 0     | 1        | 0     | 128.2  | 110      | 9        | 63    | 0    | 46       | 4     | 0     | 1     | 61    | 50    | 531      | 1.35    |
| 1986            | OB              | 26              | 13    | 9     | .591  | 1.90     | 31    | 22    | 10    | 4     | 3        | 0     | 165.2  | 136      | 7        | 45    | 0    | 44       | 6     | 2     | 1     | 46    | 35    | 659      | 1.09    |
| 1987            | OB              | 27              | 15    | 8     | .652  | 2.82     | 32    | 21    | 13    | 2     | 6        | 0     | 188.1  | 170      | 1        | 74    | 1    | 73       | 10    | 0     | 6     | 67    | 59    | 784      | 1.30    |
| 1988            | OB              | 28              | 8     | 12    | .400  | 3.95     | 36    | 21    | 3     | 1     | 1        | 0     | 146.0  | 163      | 12       | 44    | 3    | 46       | 6     | 0     | 3     | 76    | 64    | 629      | 1.42    |
| 1989            | OB              | 29              | 9     | 12    | .429  | 3.47     | 30    | 23    | 3     | 1     | 0        | 0     | 171.0  | 143      | 8        | 77    | 2    | 72       | 3     | 2     | 2     | 72    | 66    | 709      | 1.29    |
| 1990            | OB              | 30              | 5     | 8     | .385  | 4.55     | 19    | 16    | 4     | 1     | 0        | 0     | 110.2  | 108      | 8        | 45    | 0    | 34       | 7     | 1     | 0     | 63    | 56    | 480      | 1.38    |
| 1991            | OB              | 31              | 6     | 4     | .600  | 2.27     | 12    | 11    | 10    | 2     | 1        | 0     | 99.1   | 85       | 5        | 20    | 0    | 37       | 5     | 0     | 0     | 29    | 25    | 395      | 1.06    |
| 1992            | OB              | 32              | 16    | 12    | .571  | 3.12     | 35    | 30    | 17    | 1     | 2        | 0     | 225.0  | 225      | 18       | 59    | 2    | 90       | 12    | 0     | 1     | 95    | 78    | 939      | 1.26    |
| 1993            | OB              | 33              | 10    | 9     | .526  | 2.56     | 27    | 25    | 9     | 3     | 0        | 0     | 161.2  | 134      | 4        | 41    | 1    | 51       | 5     | 0     | 2     | 51    | 46    | 652      | 1.08    |
| 1994            | OB              | 34              | 2     | 6     | .250  | 4.52     | 15    | 11    | 1     | 0     | 0        | 0     | 71.2   | 75       | 5        | 29    | 1    | 26       | 3     | 0     | 2     | 45    | 36    | 315      | 1.45    |
| 1995            | OB              | 35              | 7     | 6     | .538  | 5.33     | 15    | 15    | 1     | 0     | 0        | 0     | 79.1   | 89       | 10       | 27    | 1    | 28       | 7     | 0     | 1     | 56    | 47    | 351      | 1.46    |
| KBO 통산 : 13년 | KBO 통산 : 13년 | KBO 통산 : 13년 | 109   | 110   | .498  | 3.26     | 346   | 230   | 79    | 16    | 17       | 0     | 1805.0 | 1680     | 100      | 626   | 16   | 625      | 86    | 6     | 25    | 788   | 653   | 7532     | 1.28    |

- 시즌 기록 중 굵은 글씨는 해당 시즌 최고 기록

## 출신 학교
- 대건중학교
- 충암고등학교
- 동국대학교